# Pača

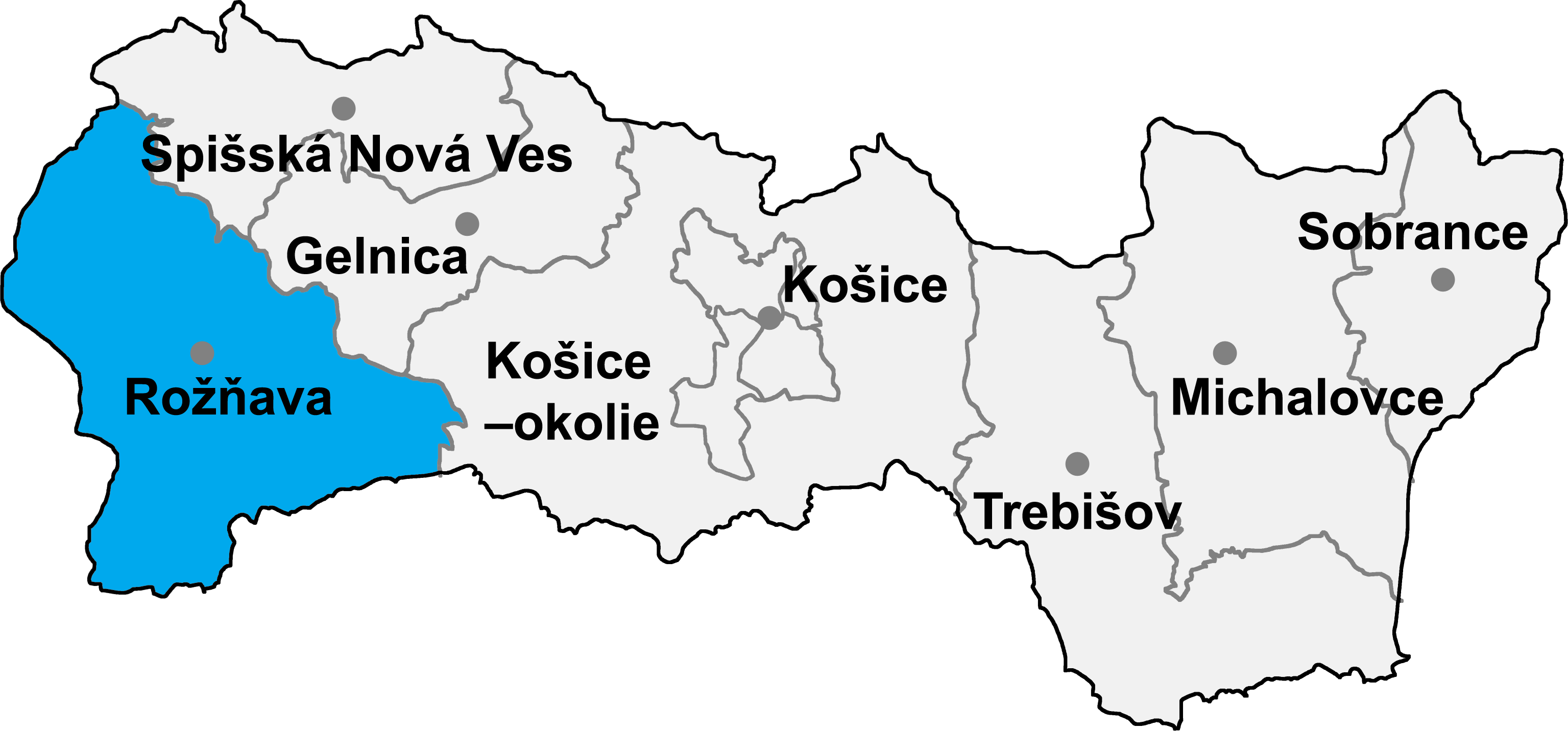
Distrito de Rožňava en la Región de Košice.

Pača (pronunciado «Pácha», en húngaro: Andrási) es un municipio perteneciente al distrito de Rožňava en la región de Košice (Eslovaquia) que cuenta con una población de alrededor de 640 habitantes.

## Historia
En los registros históricos, la población de Pacha es mencionada por vez primera en 1338.

## Geografía
La localidad alcanza una altitud máxima de 428 metros y se extiende a lo largo de un área de 25,58 km².

## Demografía
| Año        | 1994 | 2004    | 2014    | 2024     |
| ---------- | ---- | ------- | ------- | -------- |
| Población  | 667  | 652     | 600     | 524      |
| Diferencia |      | −2,24 % | −7,97 % | −12,66 % |

| Año        | 2023 | 2024    |
| ---------- | ---- | ------- |
| Población  | 529  | 524     |
| Diferencia |      | −0,94 % |

## Cultura
El municipio de Pacha cuenta con una biblioteca pública y posee un equipo de fútbol.